# メンテナンス (アイドルグループ)
メンテナンス（Maintenance）は、日本の女性アイドル集団。
元「アイドリング!!!」の後継集団として発足し、不定期に活動している。2018年からは「メンテナンスファミリー」が発足し、内外の新旧アイドルを吸収して規模が拡大。アイドルの祭典『TOKYO IDOL FESTIVAL』を目指す企画に発展した。後見人は、濱口優（よゐこ）が務める。

## 概要・背景

### 活動の概要
2015年11月28日、活動終了していた女性アイドルグループ「アイドリング!!!」OG主体による、後継集団として発足。主にトーク番組・ライブ・バラエティなどを中心に活動し、アイドリング!!!時代の芸風を引き継いでいる。また、メンバーはあくまで個人の活動を最優先し、非常に緩く集合離散しているのが特徴。ほか、旧アイドリング!!!関係者等が運営に協力しており、広報・物販・楽曲などの制作に携わっている。
2018年夏以降から規模拡大の方向性を打ち出し、外部からの追加や協力メンバーが随時合流している。プロジェクトを後見する発起人・濱口優は以前から『これまで貢献してきたアイドル達が、辞めた後でもまた集まれる（帰れる）場所が必要ではないか』と常々主張していた。そのため卒業や解散によって、アイドル現場出演の場を失った元アイドル達の受け皿ともなっている。

#### その他・決まり事など
- 異名は「泥舟」。アイドリング!!!OG・橘ゆりか から見た第一印象に端を発する。自虐を逆手に取り、時折のPRや販売グッズなどに使用[4]。
- 他の、アイドリング!!!OGの参加を常時歓迎[5]。
- ファンの呼称は、グループ名に因み「整備士」。
- キャッチフレーズは『ガッサリいこうよ』、モットーは『クリーンで行こう』。

【メンテナンスファミリー発足後】
- グループの規模拡張に伴い、新旧アイドル問わず外部からも参加メンバーを随時募集。全方位にオープンであり、縛りも事務所のしがらみも無いとしている。ただし運営は「芸能事務所に所属する者は、あらかじめ関係者と相談許可の上なら受け入れる」とし、独断での申し込みには難色を示している[6]。
- メンバーは芸能界を引退した状態でも、問題なく参加継続できる。それにより永久欠番制を採用。
- 加入時期による上下関係（先輩後輩制度）は無し。

### 結成の経緯
共演をきっかけに「アイドリング!!!」を支持していたお笑いタレント・濱口優（よゐこ）は、運営側の事情で活動終了せざるを得なかったアイドリング!!!の消滅を惜しみ、運営関係者に再度の共演を熱望したのがきっかけで意気投合。
構想を練った濱口は2015年11月末、自身の企画に卒業メンバーの酒井瞳と河村唯を招待。二人に今後の真意を確認した上で、発起人として新たなアイドル活動を提案し両名は了承。他の卒業メンバー 尾島知佳・朝日奈央・古橋舞悠・関谷真由を勧誘し、スターティングメンバー6名による新グループ「メンテナンス」が発足した。そしてアイドルの祭典『TOKYO IDOL FESTIVAL』の参加を目指し、一からの船出を開始する。

### グループ名の由来
命名者は発起人・濱口優。提案者は『アイドリング!!!』の統括プロデューサーだった神原孝。濱口がアイドリング!!!の名に関連するようなグループ名を付けたいと希望し、神原に意見を求めたところ「活動終了でバラバラになったアイドリング!!!は、（車の）アイドリングも出来なくなった整備中（メンテナンス）の状態云々〜」という見解に共感して採用した。

## メンバー

### オリジナルメンバー
発起人・濱口優の発案で、アイドリング!!!の番号制度に準拠している。
| No. | 名前                   | 在籍日                       | 備考                                           | (プロフィール) |
| --- | ---------------------- | ---------------------------- | ---------------------------------------------- | -------------- |
| 1号 | 酒井瞳 さかい ひとみ   | 2015年11月                   | 元アイドリング!!! 14号 梅酒                    | [ 8 ]          |
| 2号 | 河村唯 かわむら ゆい   | 2015年11月                   | 元アイドリング!!! 12号 梅酒                    | [ 9 ]          |
| 3号 | 尾島知佳 おじま ちか   | 2015年11月 2017年3月活動休止 | 元アイドリング!!! 26号 （旅人）                | [ 10 ]         |
| 4号 | 朝日奈央 あさひ なお   | 2015年11月                   | 元アイドリング!!! 15号                         | [ 11 ]         |
| 5号 | 古橋舞悠 ふるはし まゆ | 2015年11月                   | 元アイドリング!!! 31号 別名:Aqilla / 元BESTIEM | [ 12 ]         |
| 6号 | 関谷真由 せきや まゆ   | 2015年11月                   | 元アイドリング!!! 32号 風男塾、元BESTIEM       | [ 13 ]         |

### メンテナンスファミリー
これまで勧誘を受けて協力している追加メンバーや、内包している準構成員の総称。今まで協力メンバーの立ち位置が曖昧であったが、2018年8月の公式発表から「メンテナンスファミリー」の名義が付いた。その後、号数を割り振りした正式メンバーを随時決定している。ただし発起人・濱口や、リーダー格・酒井 河村は当グループを「誰でもゆる〜く集まれる場所」と捉えているため、下記一覧のメンバーだけが全てではない。
| No.   | 名前                                 | 在籍日                        | 備考                                                      | (プロフィール) |
| ----- | ------------------------------------ | ----------------------------- | --------------------------------------------------------- | -------------- |
| 7号   | 佐藤ミケーラ倭子 さとう ミケーラわこ | サブ2017年3月 正規2018年3月   | 元アイドリング!!! 35号 （アイドリングNEO）                | [ 15 ]         |
| 8号   | 伊藤麻希 いとう まき                 | サブ2017年10月 正規2018年12月 | 元LinQ 2期生 トキヲイキル                                 | [ 16 ]         |
| 9号   | 重本ことり しげもと ことり           | 2018年12月                    | 元Dream5                                                  | [ 17 ]         |
| 10号  | 加藤沙耶香 かとう さやか             | サブ2018年7月 正規2018年12月  | 元アイドリング!!! 1号                                     | [ 18 ]         |
| 11号  | 橋本愛奈 はしもと あいな             | 2018年12月                    | 元チャオ ベッラ チンクエッティ （THE ポッシボー）         | [ 19 ]         |
| 12号  | 岩村なちゅ いわむら なちゅ           | 2018年12月                    | 元PASSPO☆ （はっちゃけ隊）                                | [ 20 ]         |
| 13号  | 藤本有紀美 ふじもと ゆきみ           | 2018年12月                    | 元PASSPO☆ （はっちゃけ隊）                                | [ 21 ]         |
| 14号  | 新井愛瞳 あらい まなみ               | 2018年12月                    | 元アップアップガールズ（仮）                              |                |
| 15号  | 古川小夏 ふるかわ こなつ             | 2018年12月                    | 元アップアップガールズ（仮）                              |                |
| 16号  | 我妻桃実 わがつま ももみ             | 2018年12月                    | 元ハコイリ♡ムスメ 別名: ぽにょ                            |                |
| 17号  | ペイトン尚未 ぺいとん なおみ         | 2018年12月                    | 元アイドルING!!! Liella!                                  | [ 22 ]         |
| 18号  | 鈴木楓恋 すずき かれん               | 2018年12月                    | 元アイドルING!!! アルテミスの翼 / 別名: ドルフィン･カレン | [ 23 ]         |
| 19号  | 細井華 ほそい はな                   | 2018年12月                    | 元アイドルING!!! 現名: 望月はな                           | [ 24 ]         |
| 20号  | 田辺真南葉 たなべ まなは             | 2018年12月                    | 元アイドルING!!!                                          |                |
| 21号  | 森ふうか もり ふうか                 | 2019年3月                     | 元純粋カフェ・ラッテ                                      | [ 25 ]         |
| 22号  | 中田ちさと なかた ちさと             | 2019年3月                     | 元AKB48 4期生 Floche Cream                                | [ 26 ]         |
| 23号  | 西野未姫 にしの みき                 | 2019年3月                     | 元AKB48 14期生                                            | [ 27 ]         |
| 24号  | 愛迫みゆ あいさこ みゆ               | 2019年7月                     | 元愛乙女☆DOLL 元SAISON、元虹色の飛行少女                  | [ 28 ]         |
| 25号  | 弘松菜摘 ひろまつ なつみ             | 2019年7月                     | 元バクステ外神田一丁目 別名: 丸稲ちょろ                   | [ 29 ]         |
| 26号  | 田口空 たぐち そら                   | 2019年7月                     | 元アイドルカレッジ （HOP-PAS）                            |                |
| 27号  | 鍛治島彩 かじしま あや               | 2019年7月                     | アップアップガールズ（2）                                 | [ 30 ]         |
| 28号  | 森永新菜 もりなが にいな             | 2019年7月                     | 元アップアップガールズ（2）                               |                |
| 29号  | 西尾舞生 にしお まう                 | サブ2018年8月 正規2019年7月   | 元スルースキルズ ショウガールズ タロットアドバイザー      | [ 31 ]         |
| 30号  | 根本羽衣 ねもと うい                 | 2019年7月                     | 元スルースキルズ ショウガールズ                           | [ 32 ]         |
| 31号  | 栗山夢衣 くりやま むい               | 2019年7月                     | 元スルースキルズ Floche Cream                             | [ 33 ]         |
| 32号  | 小林弥生 こばやし やよい             | サブ2018年7月 正規2019年8月   | 元さんみゅ〜                                              |                |
| 33号  | もえのあずき                         | 2019年8月                     | 元バクステ外神田一丁目 元エラバレシ                       | [ 34 ]         |
| 34号  | 山本杏奈 やまもと あんな             | 2019年8月                     | =LOVE                                                     | [ 35 ]         |
| 35号  | 野口衣織 のぐち いおり               | 2019年8月                     | =LOVE                                                     | [ 36 ]         |
| 36号  | 佐々木舞香 ささき まいか             | 2019年8月                     | =LOVE                                                     | [ 37 ]         |
| 37号  | 吉川友 きっかわ ゆう                 | 2019年8月                     | 元MilkyWay 吉川友にぱいぱいでか美                         | [ 38 ]         |
| 38号  | MAINA マイナ                         | 2019年8月                     | 元大阪☆春夏秋冬 （小川舞奈、MAINAMIND）                   | [ 39 ]         |
| 39号  | EON エオン                           | 2019年8月                     | 元大阪☆春夏秋冬 （梶野恵園）                              | [ 40 ]         |
| 40号  | ANNA アンナ                          | 2019年8月                     | 元大阪☆春夏秋冬 （八木杏菜）                              |                |
| 41号  | YUNA ユウナ                          | 2019年8月                     | 元大阪☆春夏秋冬 （芳森由奈）                              |                |
| 42号  | RUNA ルナ                            | 2019年8月                     | 元大阪☆春夏秋冬 （竹田瑠奈）                              |                |
| 43号  | MANA マナ                            | 2019年8月                     | 元大阪☆春夏秋冬 （宮本茉奈）                              |                |
| 44号  | 森咲樹 もり さき                     | 2019年8月                     | 元アップアップガールズ（仮）                              |                |
| 45号  | 青海マホ あおみ まほ                 | 2019年8月                     | 元純情のアフィリア アフィリア・シェリーズ                 | [ 41 ]         |
| 46号  | 渚カオリ なぎさ かおり               | 2019年8月                     | 純情のアフィリア                                          | [ 42 ]         |
| 47号  | 葉山カナ はやま かな                 | 2019年8月                     | 純情のアフィリア                                          | [ 43 ]         |
| 48号  | 寺坂ユミ てらさか ゆみ               | 2019年8月                     | 純情のアフィリア                                          | [ 44 ]         |
| 49号  | 桜田アンナ おだ あんな               | 2019年8月                     | 純情のアフィリア                                          | [ 45 ]         |
| 50号  | 優希クロエ ゆうき くろえ             | 2019年8月                     | 元純情のアフィリア                                        |                |
| 51号  | 雨森セラ あめもり せら               | 2019年8月                     | 純情のアフィリア                                          | [ 46 ]         |
| 52号  | 東城アミナ とうじょう あみな         | 2019年8月                     | 元純情のアフィリア                                        |                |
| 53号  | 夏目ベール なつめ べーる             | 2019年8月                     | 元純情のアフィリア                                        |                |
| 54号  | 望月ミイミ もちづき みいみ           | 2019年8月                     | 元純情のアフィリア 元SAISON / 現名: 廣島みずき            |                |
| 55号  | 関根梓 せきね あずさ                 | 2019年12月                    | 元アップアップガールズ（仮）                              | [ 47 ]         |
| 56号  | 佐保明梨 さほ あかり                 | 2019年12月                    | 元アップアップガールズ（仮）                              | [ 48 ]         |
| 57号  | 未波あいり みなみ あいり             | 2020年10月                    | 元tipToe.                                                 | [ 49 ]         |
| 58号  | 宮園ゆうか みやぞの ゆうか           | 2020年10月                    | 元tipToe.                                                 | [ 50 ]         |
| 59号  | まえだゆう                           | 2020年10月                    | 元predia 別名: ちゃんころぴー                             | [ 51 ]         |
| 60号  | 沢口けいこ さわぐち けいこ           | 2020年10月                    | 元predia                                                  | [ 52 ]         |
| 61号  | 佐野友里子 さの ゆりこ               | 2020年10月                    | 元愛乙女☆DOLL                                             |                |
| 62号  | 佐倉みき さくら みき                 | 2020年10月                    | 元愛乙女☆DOLL 未完成のキャラメル                          |                |
| 63号  | 渡邉幸愛 わたなべ こうめ             | 2020年10月                    | 元SUPER☆GiRLS                                             |                |
| 64号  | 阿部夢梨 あべ ゆめり                 | 2020年10月                    | 元SUPER☆GiRLS                                             | [ 53 ]         |
| 65号  | 栗原舞優 くりはら まゆ               | 2021年10月                    | 元リルネード 虹のコンキスタドール                         | [ 54 ]         |
| 66号  | 桐原美月 きりはら みづき             | 2021年10月                    | 元リルネード CANDY TUNE                                   |                |
| 67号  | 蔀祐佳 しどみ ゆうか                 | 2021年10月                    | 元リルネード                                              | [ 55 ]         |
| 68号  | 奥村野乃花 おくむら ののか           | 2021年10月                    | 元虹のコンキスタドール                                    |                |
| 69号  | 廣川奈々聖 ひろかわ ななせ           | 2021年10月                    | わーすた                                                  | [ 56 ]         |
| 70号  | 沖口優奈 おきぐち ゆうな             | 2021年10月                    | マジカル・パンチライン                                    | [ 57 ]         |
| 71号  | 古谷柚里花 ふるや ゆりか             | 2021年10月                    | アップアップガールズ（仮）                                | [ 58 ]         |
| 72号  | 鈴木芽生菜 すずき めいな             | 2021年10月                    | アップアップガールズ（仮）                                | [ 59 ]         |
| 73号  | 工藤菫 くどう すみれ                 | 2021年10月                    | 元アップアップガールズ（仮）                              |                |
| 74号  | 鈴木あゆ すずき あゆ                 | 2021年10月                    | 元アップアップガールズ（仮）                              |                |
| 75号  | 小山星流 こやま せいな               | 2021年10月                    | アップアップガールズ（仮）                                | [ 60 ]         |
| 76号  | 青柳佑芽 あおやぎ ゆめ               | 2021年10月                    | アップアップガールズ（仮）                                | [ 61 ]         |
| 77号  | 住田悠華 すみだ はるか               | 2021年10月                    | アップアップガールズ（仮）                                | [ 62 ]         |
| 78号  | 大場はるか おおば はるか             | 2021年10月                    | ナナランド DJすのもの                                     | [ 63 ]         |
| 79号  | 飯田愛梨 いいだ えり                 | 2022年8月                     | 元純粋カフェラッテ                                        |                |
| 80号  | 百瀬史奈 ももせ ふみな               | 2022年8月                     | 元純粋カフェラッテ                                        | [ 64 ]         |
| 81号  | 椿唯花 つばき ゆいか                 | 2022年8月                     | 元純粋カフェラッテ                                        |                |
| 82号  | 福田瑞夏 ふくだ みずか               | 2022年8月                     | 元純粋カフェラッテ                                        | [ 65 ]         |
| 83号  | 月野うい つきの うい                 | 2022年8月                     | 元純粋カフェラッテ                                        | [ 66 ]         |
| 84号  | 青羽ひかる あおば ひかる             | 2022年8月                     | 元純粋カフェラッテ                                        | [ 67 ]         |
| 85号  | 西沢紗奈実 にしざわ さなみ           | 2022年8月                     | 元純粋カフェラッテ                                        | [ 68 ]         |
| 86号  | 佐藤まりん さとう まりん             | 2022年8月                     | 元chuLa                                                   |                |
| 87号  | 蒼井聖南 あおい せいな               | 2022年8月                     | 元chuLa                                                   |                |
| 88号  | 田中みう たなか みう                 | 2022年8月                     | 元chuLa                                                   |                |
| 89号  | 天音七星 あまね ななせ               | 2022年8月                     | 元Gran☆Ciel                                               |                |
| 90号  | 夢咲りりあ ゆめさき りりあ           | 2022年8月                     | 元Gran☆Ciel                                               |                |
| 91号  | 濱田菜々 はまだ なな                 | 2022年8月                     | 元Gran☆Ciel                                               |                |
| 92号  | 天堂太陽 てんどう たいよう           | 2022年8月                     | 風男塾                                                    | [ 69 ]         |
| 93号  | 赤星良宗 あかぼし よしむね           | 2022年8月                     | 風男塾                                                    | [ 70 ]         |
| 94号  | 凰紫丈源 こうし じょうげん           | 2022年8月                     | 風男塾                                                    | [ 71 ]         |
| 95号  | 江嶋綾恵梨 えじま あえり             | 2022年8月                     | 元26時のマスカレイド                                      |                |
| 96号  | 吉澤悠華 よしざわ はるか             | 2022年8月                     | マジカル・パンチライン                                    |                |
| 97号  | 益田珠希 ますだ たまき               | 2022年8月                     | マジカル・パンチライン                                    |                |
| 98号  | 髙木悠未 たかき ゆうみ               | 2022年8月                     | LinQ                                                      | [ 72 ]         |
| 99号  | 新木さくら あらき さくら             | 2022年8月                     | 元LinQ                                                    | [ 73 ]         |
| 100号 | 涼本理央那 すずもと りおな           | 2022年8月                     | 元LinQ FES☆TIVE / 現名: 与田理央那                        |                |
| 101号 | 金澤有希 かなざわ ゆうき             | 2022年8月                     | 元GEM 元SUPER☆GiRLS                                       |                |
| 102号 | 桜寝あした さくらね あした           | 2022年8月                     | きのホ。                                                  |                |
| 103号 | 小清水美里 こしみず みり             | 2022年8月                     | きのホ。                                                  |                |
| 104号 | 海音みこと あまね みこと             | 2022年8月                     | 元ポジティブモンスター                                    |                |
| 105号 | 内藤里奈 ないとう りな               | 2022年8月                     | 元ポジティブモンスター                                    |                |
| 106号 | 美波夏海 みなみ なつみ               | 2022年8月                     | ポジティブモンスター                                      |                |
| 107号 | 春夏秋冬サラ ひととき さら           | 2022年8月                     | 元ポジティブモンスター                                    |                |
| 108号 | 阿部葉菜 あべ はな                   | 2022年8月                     | タイトル未定                                              |                |
| 109号 | 谷乃愛 たに のあ                     | 2022年8月                     | タイトル未定                                              |                |
| 110号 | 川本空 かわもと そら                 | 2022年8月                     | 元タイトル未定                                            |                |
| 111号 | 高見奈央 たかみ なお                 | 2022年8月                     | 元ベイビーレイズJAPAN                                     |                |
| 112号 | 佐々木璃花 ささき りか               | 2022年8月                     | 元Ange☆Reve                                               |                |
| 113号 | 安藤笑 あんどう えみ                 | 2022年8月                     | 元愛乙女☆DOLL、元Jewel☆Ciel Ange☆Reve                     |                |
| 114号 | 中川千尋 なかがわ ちひろ             | 2022年8月                     | 元アップアップガールズ（2）                               |                |
| 115号 | でか美ちゃん でかみちゃん            | 2023年8月                     | 元APOKALIPPPS                                             |                |
| 116号 | 八木沙季 やぎ さき                   | 2023年8月                     | 元Lovelys                                                 |                |
| 117号 | うぱぎ                               | 2023年8月                     | （八木沙季の相方）                                        |                |
| 118号 | 七瀬うみ ななせ うみ                 | 2023年8月                     | いちごみるく色に染まりたい。                              |                |
| 119号 | 森田みなみ もりた みなみ             | 2023年8月                     | 元いちごみるく色に染まりたい。                            |                |
| 120号 | 安土姫華 あんど ひめか               | 2023年8月                     | いちごみるく色に染まりたい。                              |                |
| 121号 | 桃瀬陽菜 ももせ ひな                 | 2023年8月                     | いちごみるく色に染まりたい。                              |                |
| 122号 | 鷹宮玲亜 たかみや れあ               | 2023年8月                     | 元いちごみるく色に染まりたい。                            |                |
| 123号 | 宮園琉心 みやぞの るな               | 2023年8月                     | 元いちごみるく色に染まりたい。                            |                |
| 124号 | 青明寺浦正 せいみょうじ うらまさ     | 2023年8月                     | 元風男塾                                                  |                |
| 125号 | 胡桃沢鼓太郎 くるみざわ こたろう     | 2023年8月                     | 風男塾                                                    |                |
| 126号 | 山田寿々 やまだ すず                 | 2023年8月                     | 元NMB48 Strawberry Girls                                  |                |
| 127号 | 渡辺未詩 わたなべ みう               | 2023年8月                     | アップアップガールズ（プロレス）                          |                |
| 128号 | 英城凛空 はなしろ りく               | 2023年8月                     | 風男塾                                                    |                |
| 129号 | 葉崎アラン はざき あらん             | 2023年8月                     | 風男塾                                                    |                |
| 130号 | 南千紗登 みなみ ちさと               | 2024年8月                     | 元アイドルカレッジ                                        |                |
| 131号 | 海老原優花 えびはら ゆうか           | 2024年8月                     | 元アイドルカレッジ                                        |                |
| 132号 | 正鋳真優 まさい まゆう               | 2024年8月                     | AKB48 17期生                                              |                |
| 133号 | 山﨑空 やまざき そら                 | 2024年8月                     | AKB48 17期生                                              |                |
| 134号 | 佐藤綺星 さとう あいり               | 2024年8月                     | AKB48 17期生                                              |                |
| 135号 | 若林春来 わかばやし はるき           | 2024年8月                     | アイドルカレッジ                                          |                |
| 136号 | 石塚汐花 いしづか しおか             | 2024年8月                     | アイドルカレッジ                                          |                |
| 137号 | 音井結衣 おとい ゆい                 | 2024年8月                     | SWEET STEADY                                              |                |
| 138号 | 山内咲奈 やまうち さきな             | 2024年8月                     | SWEET STEADY                                              |                |
| 139号 | 栗田なつか くりた なつか             | 2024年8月                     | SWEET STEADY                                              |                |
| 140号 | 奥田彩友 おくだ あゆ                 | 2024年8月                     | SWEET STEADY                                              |                |
| 141号 | 庄司なぎさ しょうじ なぎさ           | 2024年8月                     | SWEET STEADY                                              |                |
| 142号 | 新倉愛海 にいくら あみ               | 2024年11月                    | アップアップガールズ（2）                                 |                |
| 143号 | 鈴木志乃 すずき しの                 | 2024年11月                    | アップアップガールズ（プロレス）                          |                |
| 144号 | 高見汐珠 たかみ うた                 | 2024年11月                    | アップアップガールズ（プロレス）                          |                |
| 145号 | 桃瀬あやな ももせ あやな             | 2024年11月                    | ポジティブモンスター                                      |                |
| 146号 | 星乃愛璃咲 ほしの ありさ             | 2024年11月                    | ひまわりが咲く頃に ポジティブモンスター                   |                |
| 147号 | 菊地優志 きくち まさし               | 2024年11月                    | ワンワンニャンニャン ザ・アーリーヌードルズ               |                |
| 148号 | 須永⼼海 すなが みうな               | 2025年8月                     | 僕が見たかった青空 青空組                                 |                |
| 149号 | 柳堀花怜 やなぎほり かれん           | 2025年8月                     | 僕が⾒たかった⻘空 青空組                                 |                |
| 150号 | 上田理子 うえだ りこ                 | 2025年8月                     | ばってん少女隊                                            |                |
| 151号 | ⻄森杏弥 にしもり あや               | 2025年8月                     | 僕が⾒たかった⻘空 青空組                                 |                |
| 152号 | 大川藍 おおかわ あい                 | 2025年8月                     | 元アイドリング!!! 20号                                    |                |
| 153号 | Nao☆ なお                            | 2025年8月                     | Negicco                                                   |                |
| 154号 | Megu めぐ                            | 2025年8月                     | Negicco                                                   |                |
| 155号 | 八木愛月 やぎ あづき                 | 2025年8月                     | AKB48 18期生                                              |                |
| 156号 | 伊藤百花 いとう ももか               | 2025年8月                     | AKB48 19期生                                              |                |
| 157号 | 吉村萌南 よしむら もなみ             | 2025年8月                     | ラフ×ラフ                                                 |                |
| 158号 | 夏⽬涼⾵ なつめ りょうか             | 2025年8月                     | ラフ×ラフ                                                 |                |
| 159号 | 齋藤有紗 さいとう ありさ             | 2025年8月                     | ラフ×ラフ                                                 |                |

- 発起人：濱口優（よゐこ）
- 運営/協力：神原孝、旧アイドリング!!!スタッフ、FCC、松竹芸能ほか

## 協力ユニット

### 梅酒 (うめしゅ)
アイドリング!!!の同期で歳も同じ河村唯と酒井瞳は、同番組やライブなどでコンビとして扱われる機会が多く、それぞれの愛称及び名字（河村の「うめ子」、酒井の「酒」）から取り「梅酒」とあだ名され活躍していた。
アイドリング!!!卒業後もコンビを継続し、メンテナンス傘下の元で各企画に参加したり冠番組も開始している。
「スナックうめ子」
梅酒コンビの原点でもあり、アイドリング!!!時代の大型アイドルフェス『TOKYO IDOL FESTIVAL』から誕生したトーク企画。当人達が文字通りスナックバーを営むママ（河村）とチーママ（酒井）に扮し、様々なアイドルをゲストに迎えて普段は言えない裏話を暴露。アイドル達が身を削るトークが好評を博し、夜の定番プログラムとして定着した。
濱口優主催の「はまぐちコントサークル」と当企画がコラボした「メンテナンス」誕生のきっかけにもなり、当主催の番外企画としても展開している。

### W・Mayu（現：BESTIEM）
アイドリング!!!の同期生だった古橋舞悠と関谷真由は、名前が同じ「まゆ」であったことから"ダブルまゆ"とあだ名されてペアを組み、在籍時代にライブで共演する事が多かった。音楽を通じて親和性が強かった二人は、グループ卒業後の年末からガールズ・デュオ「W・Mayu｣(ダブル・マユ）名義で活動を開始し、冠番組やイベント等の出演を始める。
その後ユニットはメンテナンス傘下に属しながら、アイドリング!!!関連の楽曲を歌い継ぐ活動もしていたが、2017年に「BESTIEM」と改名して初夏に正式デビュー。楽曲リリースやライブ活動を本格化させた新たな展開を開始し、2019年9月までの2年4カ月間活動した。 

### アイドルING!!!（アイエヌジー）
アイドリング!!!の系譜を受け継いだ、正統派の後継ユニット。メンテナンス・オリジナルメンバー直下の後輩として協力し、2018年7月より「研修生」として参入、同12月から正規メンバーに昇格した。2019年末で活動を終了。

### その他
「スナックうめ子」などの出演を通じて、不定期に協力した主な外部のグループ。特に、YU-Mエンターテインメント（代表・山田昌治）や、MAGES.（代表・志倉千代丸）系列の所属アイドルとは友好的な関係にある。
- アップアップガールズ（仮）
- アップアップガールズ（2） & （プロレス）
- さんみゅ〜
- アイドルプロデューサー・ユカフィン（元アフィリア・サーガ）以下、MAGES.系列所属のメンバー（「純情のアフィリア」「イケてるハーツ」「エラバレシ」「バクステ外神田一丁目」など）
- アキシブprojectメンバー
- PASSPO☆メンバー
- 大阪☆春夏秋冬

ほか

## 沿革・活動歴
2015年
10月末、女性アイドルグループ「アイドリング!!!」が活動を終了し、全メンバーが卒業。
11月末、卒業メンバー 河村唯・酒井瞳らが、濱口優（よゐこ）主宰『はまぐちコントサークル』に客演。その濱口が発起人となり、アイドリング!!!OG（河村唯・酒井瞳・尾島知佳・朝日奈央・古橋舞悠・関谷真由）主体による後継集団「メンテナンス」が発足。以降、濱口の同企画と共演開始。
12月、メンバー 古橋舞悠と関谷真由がガールズ・デュオ「W・Mayu」名義で活動を開始し、アイドルイベント『音楽女子倶楽部』にレギュラー出演。
2016年
1月、W・Mayu名義の冠番組『セッさんフルさんの今夜もすべらNight』を開始。
2月、梅酒名義の冠番組『梅酒の休肝日』を開始。
4月、W・Mayuが「NEO fromアイドリング!!!」時代の音楽プロデューサー・伊秩弘将が主催する定期ライブ『IJICHI's Living Door』に継続して参加。後にメンバー 河村唯もソロで加わる。
8月上旬、アイドルの祭典『TOKYO IDOL FESTIVAL 2016』に参加し、かつての同僚達が所属する「Booing!!!」「ビターチョコレート」「マジカル・パンチライン」と共演。1stシングル「梅酒にかかってこい!」をリリース。
8月下旬、フジテレビ主催『お台場みんなの夢大陸』の企画で、梅酒名義およびW・Mayu名義の単独ライブを実施。
10月、アイドリング!!!が活動を終了して1年の、メモリアルも込めた初のワンマンイベント『ハロウィーンNight!!!』を開催する。
11月、「はまぐちコントサークル」内の本格コントに初参加。以降、コント企画の展開開始。
2017年
3月、3号・尾島知佳が所属事務所を退所につき、グループとの関係を休止。入れ替わりにアイドリング!!!OG・佐藤ミケーラを仮メンバー登録。
5月、傘下のユニット「W・Mayu」が「BESTIEM｣(ベスティム）と改名し、正式デビューを公表。伊秩弘将 定期ライブにて、同氏提供の新曲を初お披露目。
6月、｢はまぐちコントサークル」に協力のコント企画にて、伊藤麻希（元LinQ）や「PASSPO☆」「アップアップガールズ（仮）」「アキシブproject」のトップメンバーとコラボが実現。
7月、昨年に続き、フジテレビ主催『お台場みんなの夢大陸』の企画にて、河村唯とBESTIEMが単独ライブを実施。翌月には、梅酒名義のライブも実施した。
8月、アイドルの祭典『TOKYO IDOL FESTIVAL 2017』に2年連続の参加。同フェスにて「はまぐちコントサークル」とのコラボ企画が実現。
9月、アイドリング!!!OGが集結した次世代への新番組『アイドルING!!!〜ネクスト育成ング!!!』が開始され、メンテナンス・メンバーも全面参加。
10月、ブジュアル系エアバンド「禿夢」とのコラボ企画を開始。伊藤麻希を仮メンバー登録。
2018年
3月、アイドリング!!!の系譜を汲むユニット「アイドルING!!!」が禿夢コラボ企画に合流し、後に研修生として所属。佐藤ミケーラが了承して正規メンバー登録。
7月、禿夢コラボ企画にアイドリング!!!OG 加藤沙耶香が合流しメンバー暫定登録、および 重本ことり（元Dream5）や「さんみゅ〜」「PASSPO☆」のトップメンバーが客演。
8月、アイドルの祭典『TOKYO IDOL FESTIVAL 2018』に3年連続の参加。同フェス内で、これまでの客演メンバーと「大阪☆春夏秋冬」を含めた禿夢コラボ企画を開催。また発起人・濱口は、劇中でグループの規模拡大を宣言し「メンテナンスファミリー」が発足した。
12月、従来のアイドル路線に回帰し、アイドルの祭典『TOKYO IDOL FESTIVAL 2019』10周年記念のメインステージ出演を計画。50人以上の編成を目指し、最初の新加入協力メンバーが決定する。
2019年
3月、元AKB48メンバーらが追加入。
4月、クラブイベント「じゃぱんぐ♪」にて、初めて外部の対バンにオリジナルメンバーが参加。
7月、8人の新メンバーが加入し、通算30号を突破。
8月、アイドルの祭典『TOKYO IDOL FESTIVAL 2019』に4年連続で、過去最大人数での参加。新メンバー候補を追加し、目標の50号に到達した。
12月、2020年夏に開催予定だった東京オリンピックに伴う来年度「TOKYO IDOL FESTIVAL」休止の場合に備え、主催公演『メンテナンスフェス』の開催を構想。関根梓、佐保明梨が新加入。
2020年
世界的に大流行した新型コロナウイルス感染症拡大の余波を受け、予定していたレギュラーイベントが中止。今後の構想や活動が不透明になる。
TOKYO IDOL FESTIVAL 2020が中止され、10月に『TOKYO IDOL FESTIVAL オンライン2020』を代替で開催。レギュラー企画である「スナックうめ子」の枠は確保し、メンテナンスメンバー数名も参加して近況を報告した。最後には発起人・濱口優も合流し、構想していた『メンテナンスフェス』の開催実現を誓った。ほか、新メンバー8名が増員。
2021年
昨年からのコロナ禍が収束せず、イベントの開催がまだ難しい状況が続いた。そして5月、レギュラーイベント活動本拠地の一つであった新宿角座の事実上の閉鎖が決定する。
そんな中の10月、2年ぶりに有観客で開催したアイドルの祭典『TOKYO IDOL FESTIVAL 2021』に出演し、1年ぶりに活動する。今後のTIFのレギュラー枠を次世代に継承させる将来を示唆し、候補者の選考企画を試みている。ほか、新メンバー14名が増員。
2022年
相も変わらずのコロナ禍の事情でイベントの構想自体が立ち消えになり、活動は事実上アイドルの祭典『TOKYO IDOL FESTIVAL 2022』のレギュラー枠1本のみとなった。今開催では大幅に新メンバーを増員し、構成員が100名以上の大台に到達した。

## ディスコグラフィ
メンテナンス（梅酒）名義
シングル
- ｢梅酒にかかってこい!｣ （2016年8月6日、自主レーベル） - 限定プライベートプレス
作詞：梅酒（河村唯・酒井瞳）， 高原兄 / 作曲：高原兄 / 編曲：斎藤文護, 岩室晶子
メインボーカル：梅酒
コーラス：尾島知佳・朝日奈央・古橋舞悠・関谷真由

BESTIEM名義
（Brand-New Music）
シングル
- 1st「TENOHIRA」（2018年1月24日）
- 2nd「Hanky Panky Funky Punky ! feat. MIRI」（2018年5月23日）

アルバム
- 1st『BESTIEM』（2017年8月2日）
- 2nd『BEST TIME cover』（2018年12月26日）

## 出演
※メンバー欠員状態の出演も含む

### テレビ
梅酒名義
- 八千代コースター（2016年4月23日 - 5月14日、新潟総合テレビ） - コーナー企画

### 配信テレビ・アプリ
- はまぐちコントサークル〜企画編〜 ｢スナックうめ子スペシャル｣ (2015年11月 - SHOWROOM) - MC
- TOKYO IDOL FESTIVAL 2016
  - 『スナックうめ子 NIGHT』(2016年8月5・6・7日、SHOWROOM) - MC
  - 『アフター スナックうめ子』(2016年8月5・6日、ニコニコ生放送) - MC
  - 『SMILE GARDEN：メンテナンス LIVE』(2016年8月6日、楽天SHOWTIME)
- メンテナンス ハロウィーンNight!!! (2016年10月28日、SHOWROOM)
- 梅酒とW･Mayuの今夜も休肝しNight! (2016年12月23日、SHOWROOM)
- TOKYO IDOL FESTIVAL 2017
  - 『スナックうめ子2017 〜ママのいない夏〜』(2017年8月4・5・6日、SHOWROOM) - MC
  - 『SMILE GARDEN：メンテナンス LIVE』(2017年8月4日、フジテレビオンデマンド)
  - 『はまぐちコントサークル in TIF2017』(2017年8月6日、Rakuten TV)
- アイドルING!!!〜ネクスト育成ング!!! (2017年10月 - FRESH LIVE) - MC ※同年9月パイロット版放送あり
- TOKYO IDOL FESTIVAL 2018
  - 『スナックうめ子2018 ～今年も色々あるよねー～』(2018年8月3・4・5日、SHOWROOM) - MC
- TOKYO IDOL FESTIVAL 2019
  - 『スナックうめ子2019夏』(2019年8月2・3・4日、SHOWROOM) - MC
  - 『はまぐちコントサークル in TIF2019』(2019年8月4日、ニコニコチャンネル)
- TOKYO IDOL FESTIVAL オンライン2020
  - 『スナックうめ子オンライン2020』(2020年10月2・3・4日、SHOWROOM) - MC
- TOKYO IDOL FESTIVAL 2021
  - 『スナックうめ子2021』(2021年10月2・3日、SHOWROOM) - MC
- TOKYO IDOL FESTIVAL 2022
  - 『スナックうめ子2022 新装開店!!』(2022年8月5・6日、SHOWROOM) - MC
  - 『cafeうめ子2022 新装開店!!』(2022年8月7日、SHOWROOM) - MC

梅酒名義
- 梅酒の休肝日（2016年2月 - 、SHOWROOM） - MC

W・Mayu名義
- 音楽女子倶楽部『える!える!える!〜LIVE!LIVE!LIVE!〜』(2015年12月 - 2016年6月、LINE LIVE CAST) - MC
- セッさんフルさんの今夜もすべらNight（2016年1月22日 - 2017年5月12日、SHOWROOM）

BESTIEM名義
- セッさんフルさんの今夜もすべらNight（2017年6月16日 - 2017年5月12日、SHOWROOM） - 旧番組名で継続

### イベント・ライブ
- はまぐちコントサークル〜企画編〜「スナックうめ子スペシャル」(2015年11月 - 新宿角座) - MC
- TOKYO IDOL FESTIVAL（フジテレビ本社屋/お台場特設会場）
  - TIF2016（2016年8月5・6・7日）[95]

『メンテナンス LIVE』『スナックうめ子 NIGHT』他
  - TIF2017（2017年8月4・5・6日）[96]

『メンテナンス LIVE』『スナックうめ子2017 〜ママのいない夏〜』『はまぐちコントサークル in TIF2017』他
  - TIF2018（2018年8月3・4・5日）

『スナックうめ子2018 ～今年も色々あるよねー～』『はまぐちコントサークル in TIF2018』他
  - TIF2019（2019年8月2・3・4日）

『スナックうめ子2019夏』『はまぐちコントサークル in TIF2019』他
  - TOKYO IDOL FESTIVAL オンライン2020（2020年10月2・3・4日）

『スナックうめ子オンライン2020』
  - TIF2021（2021年10月2・3日）

『スナックうめ子2021』
  - TIF2022（2022年10月5・6・7日）

『スナックうめ子2022 新装開店!!』『cafeうめ子2022 新装開店!!』
- ワンマンイベント『ハロウィーンNight!!! In ろくでもない夜』(2016年10月28日、下北沢ろくでもない夜)
- J-POPクラブイベント『じゃぱんぐ♪』80回記念 !（2019年4月12日、新宿AiSOTOPE LOUNGE）

梅酒名義
- TOKYO IDOL FESTIVAL 2016（2016年8月6日、フジテレビ本社屋/お台場特設会場）
- 掟ポルシェのアイドル依存症 VOL.7（2016年8月23日、LOFT9 Shibuya）
- お台場みんなの夢大陸『梅酒 fromメンテナンス LIVE』(フジテレビ本社屋/特設会場)
（2016年8月28日）（2017年8月28日）
- 天才劇団バカバッカ
  - 『めちゃバカSpecial!』(2016年12月27日、浅草ROX ゆめまち劇場)[97]
  - 『めちゃバカ4〜男前劇団チョコバッカ〜』(2017年2月23日、グラスダンス新宿)
  - 『めちゃバカ5〜新学期スペシャル〜』(2017年4月23日、浅草ROX ゆめまち劇場)

W・Mayu名義
- 音楽女子倶楽部『える!える!える!〜LIVE!LIVE!LIVE!〜』(2015年12月19日 - 2016年6月、TwinBox AKIHABARA) - MC
- ニッポン放送「ラジオチャリティ ミュージックソン」ミニライブ（2015年12月24日、大宮駅前 特設会場）
- コラソンフェス Vol.12（2015年12月28日、下北沢GARDEN）
- Prizmmy☆&プリズム☆メイツ ワンマンライブ『DigitaReal Party』(2016年4月2日、六本木 Club Cat's TOKYO)
- IJICHI's Living Door（東新宿 真昼の月夜の太陽）
2016年 vol.208 (4月22日),vol.216 (7月22日),vol.225 (10月10日),vol.229 (11月13日)
- コラソンウェイ vol.3・6（2016年5月19日・8月30日、渋谷Milkyway）
- TOKYO IDOL FESTIVAL 2016（2016年8月6日、フジテレビお台場特設会場）
- お台場みんなの夢大陸『W・Mayu fromメンテナンス LIVE』(2016年8月27日、フジテレビ本社屋/特設会場）